# 다큐멘터리 3일
《다큐멘터리 3일》은 2007년 5월 3일부터 2022년 3월 13일까지 방송된 다큐멘터리 프로그램이었다.

## 기획 의도
유동 인구가 많은 장소, 한적한 마을, 교통 수단, 사건 현장 등을 임의로 선정하여 PD 2명, VJ 5명이 HDV 카메라, 미속카메라, 지미집 등 여러 장비를 동원해 심도 있게 촬영하며, 인위적인 구성을 배제하고 1시간 HDV 6mm 테이프 60개 분량을 1시간으로 압축 편집하여 현장에서 일어난 일들을 시간 순서 그대로 생생하게 보여주는 프로그램이다.

## 방송 시간
이 프로그램은 첫 회부터 KBS 1TV에서 목요일 밤 10시에 방송되었지만 1TV에서 주말 밤 9시 40분에 방송된 대하사극 《대왕 세종》이 2008년 봄 개편 때 2TV 주말 밤 9시 5분으로 이동하면서 생긴 개편에 따라 2008년 4월 5일부터 같은 해 11월 15일까지는 토요일 밤 10시 10분, 2008년 11월 22일부터 2009년 2월 28일까지는 토요일 밤 9시 40분, 2009년 3월 7일부터 4월 18일까지는 토요일 저녁 8시, 4월 25일부터 12월 26일까지는 토요일 밤 9시 40분에 방송됐으며 《대왕 세종》 중반부(밤 9시 5분)부터 밤 10시 15분에 방영된 《천추태후》까지 KBS의 대하드라마는 2TV에서 방송됐다.
이후, KBS 2TV에서 주말 밤 10시 15분에 방송된 현대물 《열혈 장사꾼》 후속작이었던 《명가》부터 KBS의 주말 특별기획 드라마가 1TV 주말 밤 9시 40분으로 이동됨에 따라 2010년 1월 10일부터 KBS 2TV 일요일 밤에 방송되었는데 명가 이후 《자유인 이회영》까지 KBS의 주말 특별기획 드라마는 사극, 시대극 위주로 방송되었으며, 이후 2019년 9월 20일부터 2020년 6월 26일까지는 금요일 밤 10시 50분에 1TV로 이동하여 방송되었다가 2020년 7월 5일부터 2022년 3월 13일까지는 6월 개편으로 인해 2TV로 이동 되어 방송되었다.
| 방송 채널        | 방송 기간                           | 방송 시간                             |  |
| ---------------- | ----------------------------------- | ------------------------------------- |  |
| KBS 1TV          | 2007년 5월 3일 ~ 2008년 3월 27일    | 목요일 밤 10시 ~ 10시 45분 (45분)     |  |
| KBS 1TV          | 2008년 4월 5일 ~ 2008년 11월 15일   | 토요일 밤 10시 10분 ~ 11시 (50분)     |  |
| KBS 1TV          | 2008년 11월 22일 ~ 2009년 2월 28일  | 토요일 밤 9시 40분 ~ 10시 30분 (50분) |  |
| KBS 1TV          | 2009년 3월 7일 ~ 2009년 4월 18일    | 토요일 저녁 8시 ~ 밤 9시 (1시간)      |  |
| KBS 1TV          | 2009년 4월 25일 ~ 2009년 12월 26일  | 토요일 밤 9시 40분 ~ 10시 30분 (50분) |  |
| KBS 1TV          | 2019년 9월 20일 ~ 2020년 6월 26일   | 토요일 밤 10시 ~ 10시 50분            |  |
| KBS 2TV (일요일) | 2010년 1월 10일 ~ 2010년 2월 28일   | 밤 10시 25분 ~ 11시 15분 (50분)       |  |
| KBS 2TV (일요일) | 2010년 6월 6일 ~ 2011년 7월 17일    | 밤 10시 25분 ~ 11시 15분 (50분)       |  |
| KBS 2TV (일요일) | 2010년 3월 7일 ~ 2010년 5월 23일    | 밤 10시 35분 ~ 11시 25분 (50분)       |  |
| KBS 2TV (일요일) | 2011년 7월 24일 ~ 2011년 10월 16일  | 밤 10시 35분 ~ 11시 25분 (50분)       |  |
| KBS 2TV (일요일) | 2011년 11월 6일 ~ 2011년 11월 13일  | 밤 10시 35분 ~ 11시 25분 (50분)       |  |
| KBS 2TV (일요일) | 2012년 1월 8일 ~ 2012년 2월 26일    | 밤 10시 35분 ~ 11시 25분 (50분)       |  |
| KBS 2TV (일요일) | 2011년 10월 23일 ~ 2011년 10월 30일 | 밤 10시 35분 ~ 11시 35분 (1시간)      |  |
| KBS 2TV (일요일) | 2011년 11월 20일 ~ 2011년 12월 25일 | 밤 10시 40분 ~ 11시 40분 (1시간)      |  |
| KBS 2TV (일요일) | 2016년 1월 3일 ~ 2017년 8월 27일    | 밤 10시 40분 ~ 11시 40분 (1시간)      |  |
| KBS 2TV (일요일) | 2017년 11월 12일 ~ 2017년 11월 26일 | 밤 10시 40분 ~ 11시 40분 (1시간)      |  |
| KBS 2TV (일요일) | 2017년 12월 17일 ~ 2018년 5월 20일  | 밤 10시 40분 ~ 11시 40분 (1시간)      |  |
| KBS 2TV (일요일) | 2018년 10월 7일 ~ 2018년 12월 30일  | 밤 10시 40분 ~ 11시 40분 (1시간)      |  |
| KBS 2TV (일요일) | 2012년 3월 4일 ~ 2012년 4월 1일     | 밤 10시 45분 ~ 11시 35분 (50분)       |  |
| KBS 2TV (일요일) | 2012년 4월 8일 ~ 2013년 5월 5일     | 밤 11시 5분 ~ 12시 5분 (1시간)        |  |
| KBS 2TV (일요일) | 2013년 5월 12일 ~ 2014년 4월 13일   | 밤 11시 5분 ~ 12시 5분 (1시간)        |  |
| KBS 2TV (일요일) | 2014년 5월 25일 ~ 2014년 7월 20일   | 밤 11시 5분 ~ 12시 5분 (1시간)        |  |
| KBS 2TV (일요일) | 2014년 7월 27일 ~ 2014년 12월 28일  | 밤 11시 5분 ~ 12시 5분 (1시간)        |  |
| KBS 2TV (일요일) | 2015년 1월 4일 ~ 2015년 4월 12일    | 밤 11시 5분 ~ 12시 5분 (1시간)        |  |
| KBS 2TV (일요일) | 2014년 4월 20일 ~ 2014년 5월 18일   | 밤 9시 15분 ~ 10시 5분 (50분)         |  |
| KBS 2TV (일요일) | 2015년 4월 19일 ~ 2015년 4월 26일   | 밤 11시 ~ 12시 (1시간)                |  |
| KBS 2TV (일요일) | 2015년 5월 3일 ~ 2015년 11월 8일    | 밤 10시 55분 ~ 11시 55분 (1시간)      |  |
| KBS 2TV (일요일) | 2015년 11월 15일 ~ 2015년 12월 27일 | 밤 10시 50분 ~ 11시 50분 (1시간)      |  |
| KBS 2TV (일요일) | 2017년 9월 3일 ~ 2017년 10월 29일   | 밤 11시 50분 ~ 12시 50분 (1시간)      |  |
| KBS 2TV (일요일) | 2017년 11월 26일                    | 밤 11시 50분 ~ 12시 40분 (50분)       |  |
| KBS 2TV (일요일) | 2017년 12월 3일                     | 새벽 1시 20분 ~ 2시 20분 (1시간)      |  |
| KBS 2TV (일요일) | 2018년 6월 3일 ~ 2018년 9월 30일    | 밤 10시 30분 ~ 11시 30분 (1시간)      |  |
| KBS 2TV (일요일) | 2019년 1월 6일 ~ 2019년 9월 8일     | 밤 10시 35분 ~ 11시 35분 (1시간)      |  |
| KBS 2TV (일요일) | 2020년 7월 5일 ~ 2021년 12월 19일   | 밤 10시 45분 ~ 11시 40분 (55분)       |  |
| KBS 2TV (일요일) | 2021년 12월 23일 ~ 2022년 3월 13일  | 밤 10시 40분 ~ 11시 35분 (55분)       |  |

## 특이 사항
- 방영 초기에는 가수 인순이가 부른 〈거위의 꿈 (카니발 원곡)〉이 엔딩곡으로 쓰였다.
- 〈평창의 꿈 - 후회 없이 달려온 72시간〉 편(9회, 2007년 7월 5일), 〈여수 EXPO 유치성공 - 결전의 72시간〉 편(28회, 2007년 11월 29일), 〈제17대 대통령 당선 - 운명의 72시간〉 편(31회, 2007년 12월 20일)은 당시 텔레비전 프로그램 제작 환경의 특성상 HDTV 화면비로 프로그램을 제작하는 데 시일이 많이 소요된 데다 해당 사건이 일어난 직후에 편성을 해야 했기 때문에 SDTV 영상으로 제작, 방송되었다.
- NHK의 프로그램인 《도큐먼트 72시간》과 공동 기획이 성사되어, NHK가 미국을 배경으로 제작한 〈뉴욕 동전 빨래방〉 (원제 : 뉴욕 빨래방 극장, 2015년 8월 21일 97회 방송분)이 2016년 1월 10일에 KBS에서, KBS 시사교양본부가 중국을 배경으로 제작한 〈세계 최대의 중국음식점〉 (원제 : 식탁 위의 대륙, 2016년 1월 10일 435회 방송분)'이 2016년 4월 1일에 NHK에서 각각 방송되었다. 방송 당시 KBS 기획 제작국에선, 435회 방송 직후 NHK 제작분을 이어서 편성하였으며, NHK에서는 1시간 15분 동안 〈뉴욕 동전 빨래방〉 재방송과 KBS 방영분에서 내국인 출연자와 일본에서 한국음식점을 운영하는 박명자 점장이 출연하여 한국과 일본의 프로그램을 비교하는 대담과 함께 방송되었다. NHK에서는 정규 편성 분량이 25분에 불과하나, 첫 번째 해외 촬영분이라는 상징적 의미를 담아 분량이 3배 늘어난 1시간 15분 동안 방송되었고 KBS 제작분은 45분 그대로 방영하였다. 또한, 각각의 방송분에서 인터뷰 언어와 삽입곡 등 제작사의 편집 방향을 존중하기 위해 내레이션에서 드러난 특유의 말투를 제외하고 각사에서의 편집을 최소화하였다. 특히 NHK에서 방송한 KBS 제작분은 배우 오만석의 내레이션과 출연자 인터뷰 장면을 성우가 더빙한 부분과 한국어 자막에 덧붙여 일본어 자막을 몇 군데 붙였으며, 일부 장면이 편집되고 대담을 하는 장면이 추가된 점을 제외하면 KBS 시사교양본부가 제작한 분량을 아무런 편집 없이 그대로 내보냈다.

## 편성 변경
2009년
- 5월 28일 : 노무현 전 대통령이 서거하면서 그의 생전 일대기를 다룬 5일 전 방송을 재방영하였다.

2010년
- 석가탄신일 특집 편성 관계로 98회 방송분을 그 해 5월 21일에 재방영하였다.
- 5월 30일 : 《한국 대 벨라루스 국가대표 평가전》 축구 경기 중계방송으로 인하여 방송이 연기되었다.
- 12월 26일 : 송년 특선영화 《포화 속으로》의 방송으로 인하여 방송이 연기되었다.

2011년
- 9월 11일 : 추석특선영화 《이끼》의 방송으로 인하여 방송이 연기되었다.

2012년
- 1월 1일 : 신년특집 《신한류의 중심 - 나는 장근석》의 방송으로 인하여 방송이 연기되었다.
- 7월 29일 ~ 8월 5일 : 런던 올림픽 중계방송 관계로 방송이 연기되었다.

2013년
- 2월 10일 : 설날특선영화 《바람과 함께 사라지다》의 방송에 따라 1주일간 연기되었다.

2014년
- 2월 16일 : 소치 동계 올림픽 중계방송 관계로 1주일간 연기되었다.
- 4월 20일 ~ 5월 18일 : 세월호 침몰 사고의 여파로 방송 시간이 밤 9시 15분으로 변경되었으며, 해당 시간대에 방송될 예정이었던 《개그콘서트》는 약 한 달간 방송이 중단되었다. 5월 25일에 방송된 350회 이후로는 《개그콘서트》의 방영 재개로 원래 시간대로 되돌려 편성 변경 없이 정상적으로 방송하였다.

2015년
- 11월 22일 : 해당 시간대에 《개그콘서트》를 방송할 예정이었으나 김영삼 전 대통령의 서거를 애도하고자 특선 영화 《허삼관》으로 대체 편성되었다. 이에 따라 본 프로그램의 방송 시간이 밤 11시 25분으로 늦추었다.

2016년
- 3월 27일 : 월드컵 국가대표 평가전 중계방송으로 인해 연기되었다.
- 8월 7일 ~ 8월 14일 : 2016 리우 올림픽 중계방송 관계로 인해 방송이 연기되었다.
- 9월 18일 : 추석 특집 《헬로 프렌즈 - 친구 추가》 편성으로 인해 방송이 연기되었다.

2017년
- 1월 29일 : 설 특집 《엄마의 소개팅》 편성으로 인해 방송이 연기되었다.
- 9월 3일 ~ 2018년 1월 21일 : KBS 기자협회의 방송 제작 거부 사태로 인해 편성이 무기한 중단되었으며, 이에 따라 9월 3일에 방송될 예정이었던 〈꿈꾸는 강변 - 앙평 리버마켓〉편의 방송이 5개월 가까이 연기되었다.

2018년
- 8월 26일 : 2018 자카르타 · 팔렘방 아시안 게임 중계방송으로 인하여 방송이 연기되었다.

2019년
- 6월 16일 : 20세 이하 월드컵 결산 특집 방송으로 인하여 방송이 긴급 연기되었다.
- 8월 4일 : 영화 《동네사람들》과 예능 《옥탑방의 문제아들》 스페셜 방송으로 인하여 1주일 연기되었다.
- 9월 15일 : 추석특선영화 《성난 황소》의 방송으로 인해 1주일 연기되었다.
- 11월 22일 : 특집 프로그램 정치합시다 방송으로 인해 연기되었다.

2020년
- 5월 1일: 방송 시작을 앞두고 강원도 고성군에서 산불이 발생함에 따라 뉴스속보가 특별 편성되면서 방송일이 1주일 후로 긴급 연기되었다.
- 8월 2일 ~ 8월 9일: 방송 시작을 앞두고 대한민국 일원에서 발생한 집중호우로 인해 782회와 783회의 방송 일정이 변경되었다.
  - 8월 2일에 방송될 예정이었던 782회는 8월 15일 저녁 8시 10분부터 밤 9시까지 1TV에서 방송되었다.
  - 8월 9일에 방송될 예정이었던 783회는 8월 16일에 방송되었다.

2021년
- 12월 23일 : 성탄 특집으로 인해 목요일 밤 10시 40분에 방송되었다.

2022년
- 2월 6일 : 2022 베이징 동계 올림픽 중계방송으로 인해 방송 시간이 밤 11시 20분으로 변경되었다.
- 2월 13일 : 2022 베이징 동계 올림픽 중계방송으로 인해 방송이 연기되었다.

## 같이 보기
관련 항목
- 다큐멘터리 텔레비전 프로그램

방송 프로그램
- 다큐On, 시사직격 (KBS 1TV)
- 세상의 모든 다큐, 스타 인생극장 (KBS 2TV)
- 휴먼다큐 사람이 좋다 (MBC TV)
- 마이 스토리, 휴먼다큐 사노라면 (MBN)
- 스타다큐 마이웨이 (TV조선)
- 한국경제 오디세이 (MBC 표준FM)